# Discographie d'Alice in Chains
Cet article présente la discographie du groupe grunge américain Alice in Chains. Ce groupe a publié six albums studios, trois EP, trois albums live, cinq compilations  et trente deux singles. 

## Présentation
Alice in Chains fut formé à Seattle en 1987 par le guitariste Jerry Cantrell, le batteur Sean Kinney, le chanteur (parfois guitariste rythmique) Layne Staley et le bassiste Mike Starr. Le groupe fut signé par le label Columbia Records en 1989 et sorti son premier Ep, We Die Young en juillet 1990. Le premier album du groupe, Facelift,  sortira un mois plus tard et atteindra la 42e place du Billboard 200 américain le 6 juillet 1991. Le single Man in the Box sera le premier grand succès du groupe et se classera à la 18e place du Mainstream Rock Tracks chart et atteindra le statut de triple disque de platine en août 2022, ce qui en fera le single le plus vendu (ou streamé) du groupe. En 1992, après la sortie d'un nouvel Ep, Sap, parait en septembre le deuxième album du groupe, Dirt. Cet album installe définitivement le groupe dans le top quatre de la scène grunge aux côtés de Nirvana, Pearl Jam et Soundgarden. Il atteindra la 6e place du Billboard 200 et sera certifié quintuple disque de platine aux États-Unis. Il permettra aussi au groupe de se faire connaitre dans le reste du monde. Le bassiste Mike Starr quittera le groupe lors de la tournée de promotion de l'album et sera remplacé par Mike Inez en 1993. En 1994 sort un nouvel Ep de sept titres qui entrera directement à la première place du Billboard 200, ce qui sera une première pour un Ep. 1995 verra la sortie du troisième album studio, simplement intitulé Alice in Chains, qui entra lui aussi directement à la première place du Billboard 200 et qui sera le dernier avec Layne Staley. Ce dernier, souffrant de son addiction aux drogues, n'était plus capable de tenir son rôle de chanteur au sein du groupe et après une série de concerts en 1996, dont sera tiré l'album Unplugged, il se retira. Entre 1996 et 2002, le groupe sera inactif mais sa discographie sera enrichie de deux albums en public et de nombreuses compilations. Layne Staley décéda le 19 avril 2002, ce qui mettra fin provisoirement au groupe.
En 2006, le groupe se reforme avec le chanteur et guitariste William DuVall qui remplace de Layne Staley. Il faudra attendre 2009 pour voir le groupe sortir un nouvel album studio intitulé Black Gives Way to Blue. Le succès sera au rendez-vous avec une 5e place au Billboard 200. En 2013 sort un nouvel album appelé The Devil Put Dinosaurs Here (#2 US) et en 2018, le sixième album studio Rainier Fog (#12 US).

## Formations
Alice in Chains 1 (1987 - 1993)
- Jerry Cantrell: guitare et chant
- Sean Kinney: batterie
- Layne Staley: chant, guitare
- Mike Starr: basse

Alice in Chains 2 (1993 - 2002)
- Jerry Cantrell: guitare et chant
- Sean Kinney: batterie
- Layne Staley: chant
- Mike Inez: basse

Alice in Chains 3 (1993 - 2002)
- Jerry Cantrell: guitare et chant
- Sean Kinney: batterie
- William DuVall: chant, guitare
- Mike Inez: basse

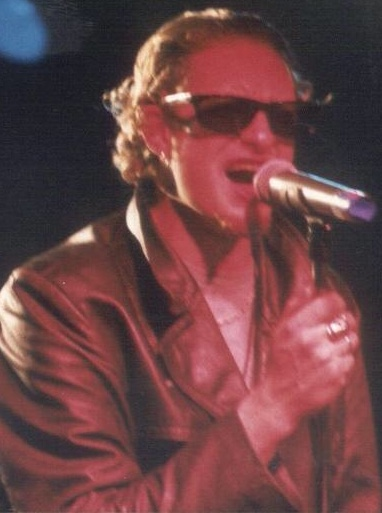
Layne Staley (1992)
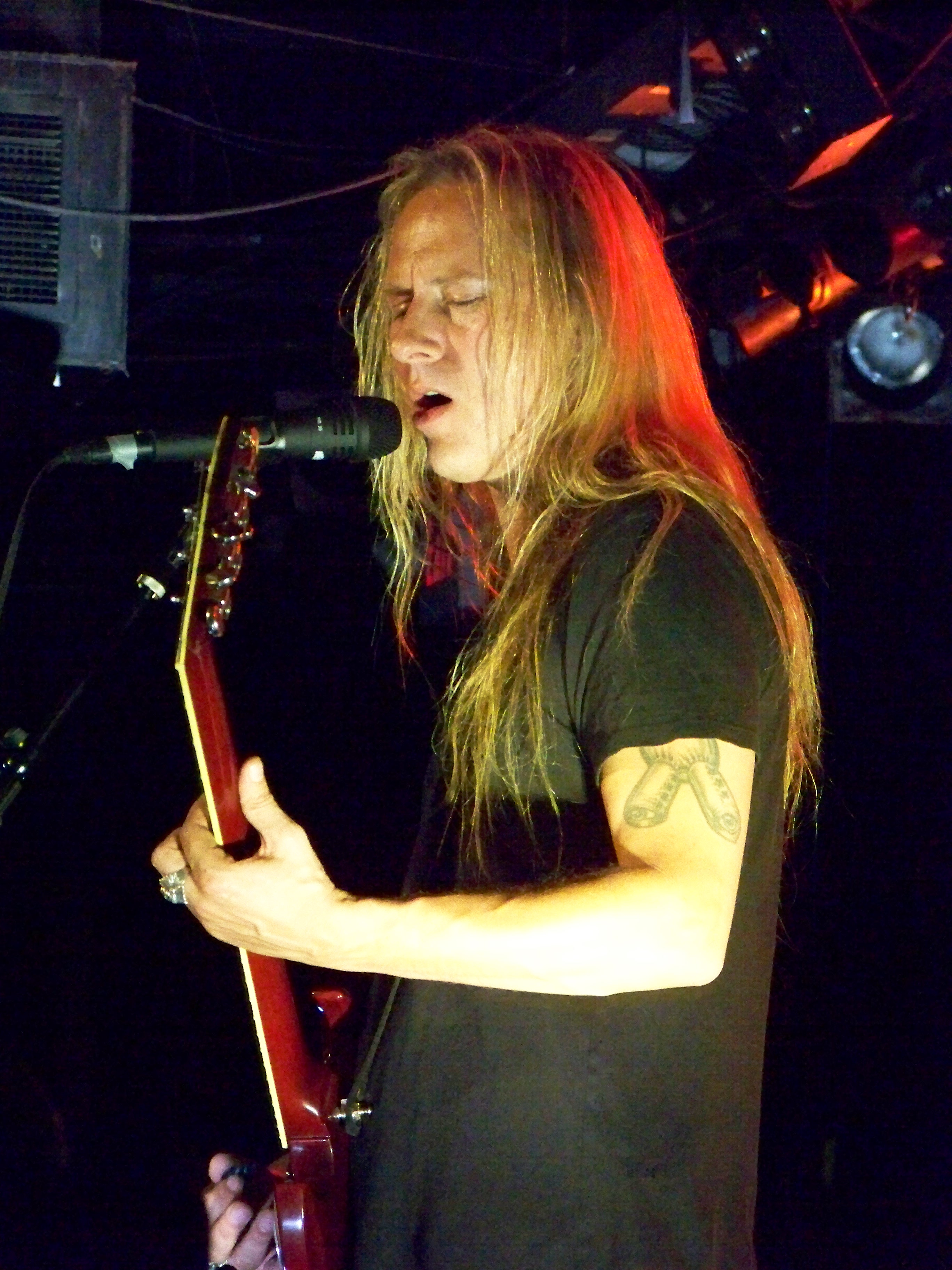
Jerry Cantrell (2009)
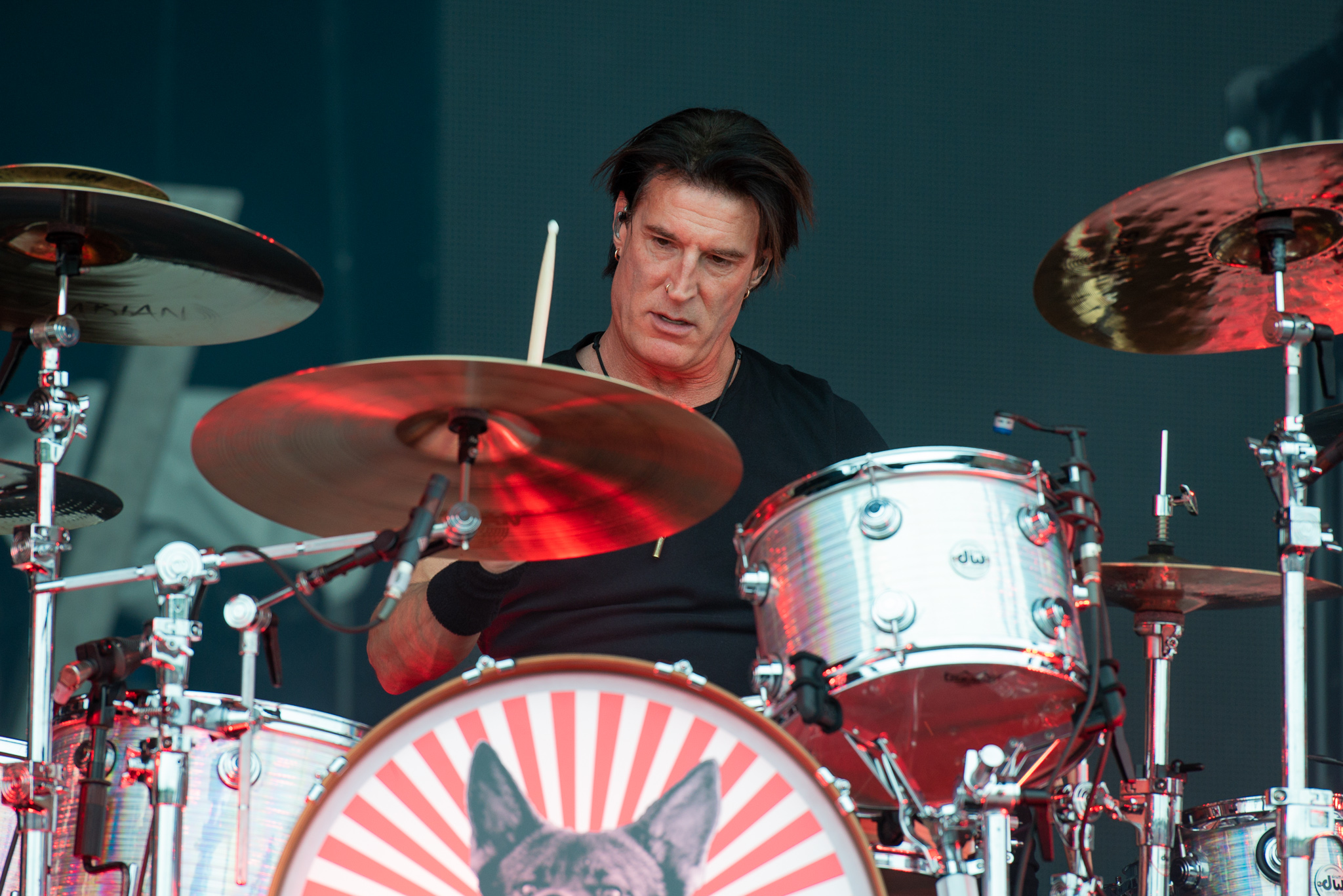
Sean Kinney (2019)
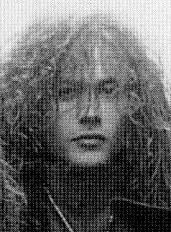
Mike Starr (1988)
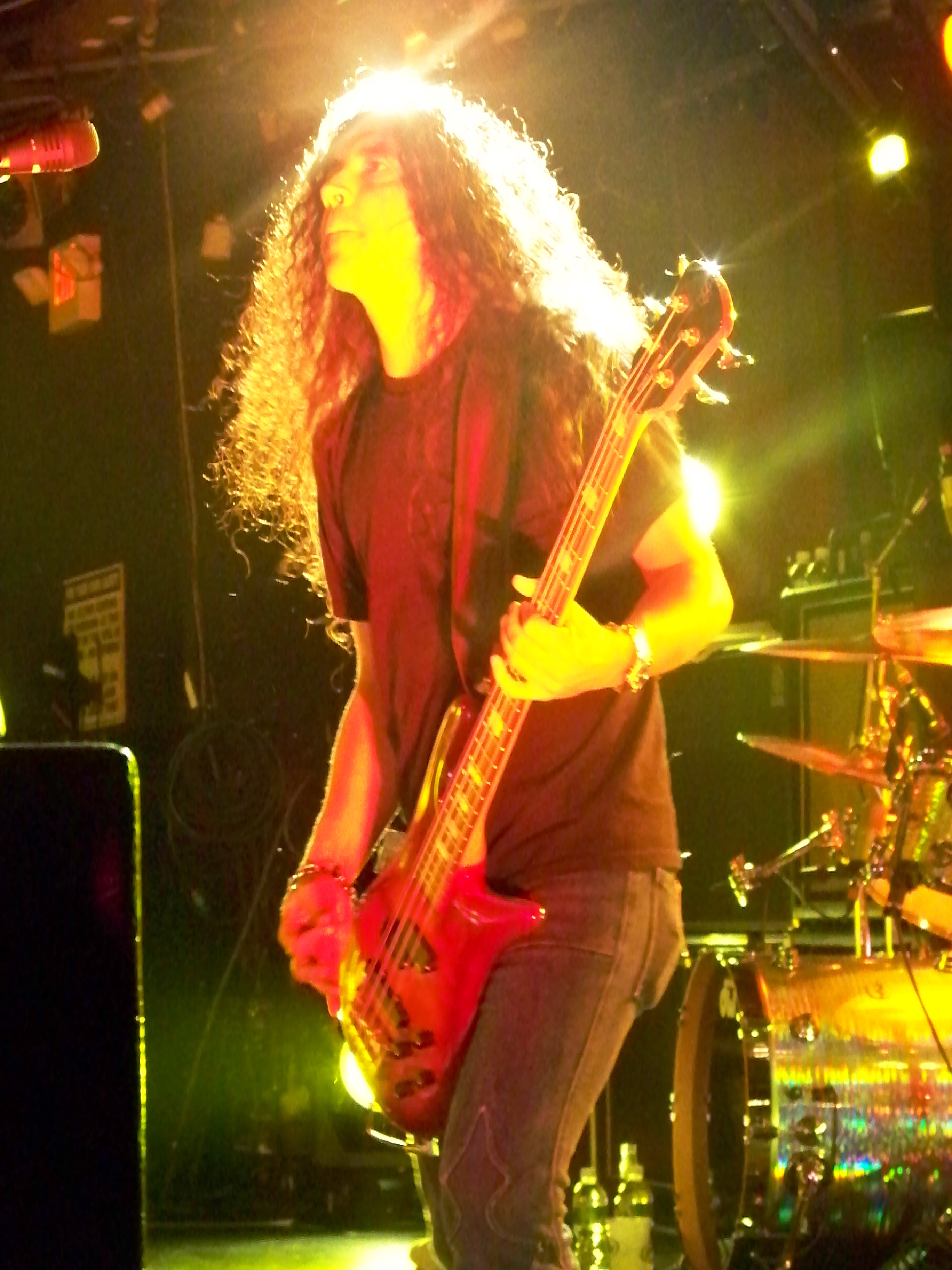
Mike Inez (2008)
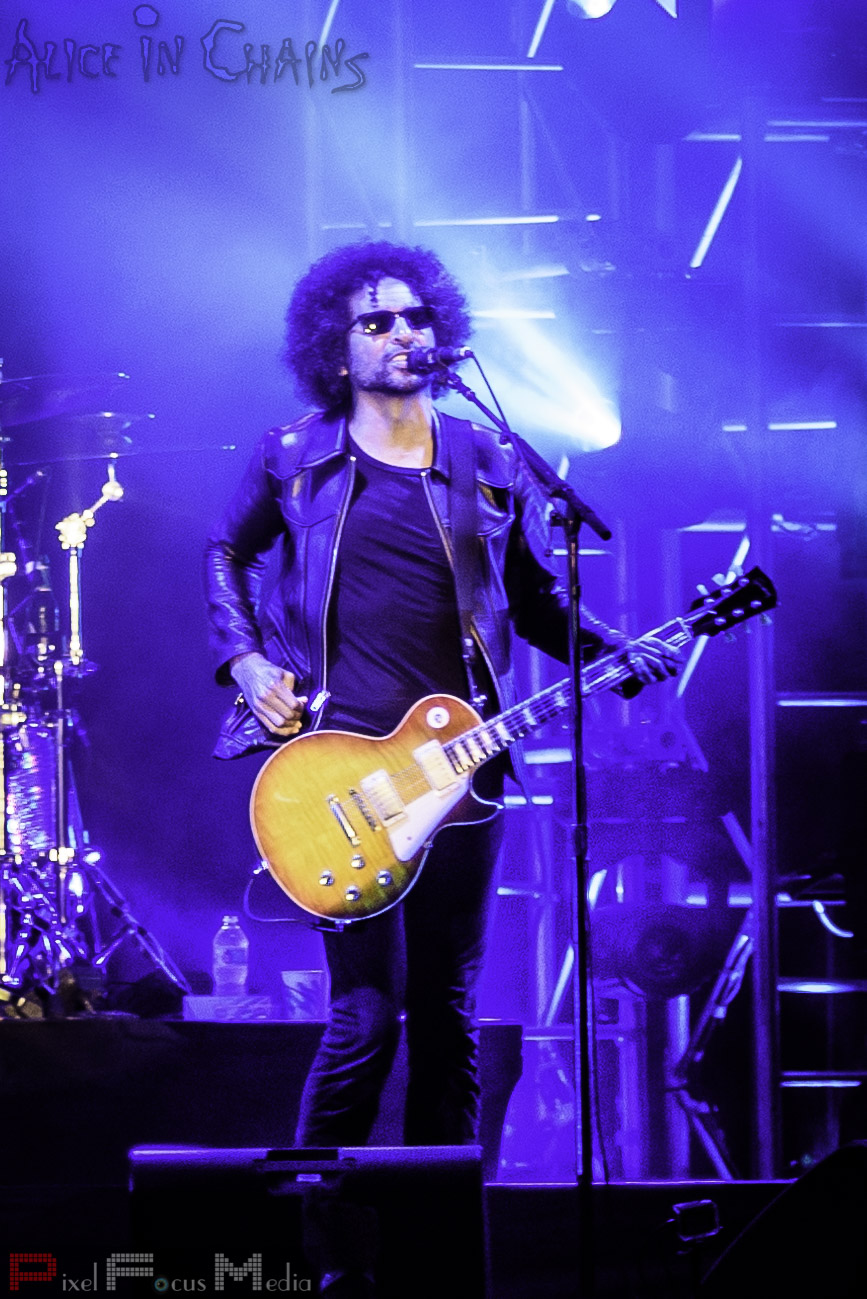
William DuVall (2016)

## Albums

### Albums studios
| Détails de l'album                                                                                             | Contenu | Certifications |
| Détails de l'album                                                                                             | Compact Disc | Certifications |
| --- | --- | -------------- |
| - Sortie: 21 août 1990 - Label: Columbia Records - Formation: Alice in Chains 1 - AllMusic Lien 1 - Titres: 12 | We Die Young Man in the Box Sea of Sorrow Bleed the Freak I Can't Remember Love, Hate, Love It Ain't Like That Sunshine Put You Down Confusion I Know Somethin' ('bout You) Real Thing | 3 × Platine    |

| Position dans les classements musicaux | Position dans les classements musicaux | Position dans les classements musicaux | Position dans les classements musicaux |
| USA                                    | ALL                                    | (W)                                    | ITA                                    |
| -------------------------------------- | -------------------------------------- | -------------------------------------- | -------------------------------------- |
| 42                                     | 41                                     | 116                                    | 88                                     |

| Détails de l'album                                                                        | Contenu | Certifications                  |
| Détails de l'album                                                                        | Compact Disc | Certifications                  |
| ----------------------------------------------------------------------------------------- | --- | ------------------------------- |
| - Sortie: 29 septembre 1992 - Label: Columbia - Formation: Alice in Chains 1 - Titres: 13 | Them Bones Dam That River Rain When I Die Sickman Rooster Junkhead Dirt God Smack Iron Gland Hate to Feel Angry Chair Down in a Hole Would? | 5 × Platine · Or · Platine · Or |

| Position dans les classements musicaux | Position dans les classements musicaux | Position dans les classements musicaux | Position dans les classements musicaux | Position dans les classements musicaux | Position dans les classements musicaux | Position dans les classements musicaux | Position dans les classements musicaux | Position dans les classements musicaux | Position dans les classements musicaux | Position dans les classements musicaux | Position dans les classements musicaux | Position dans les classements musicaux | Position dans les classements musicaux | Position dans les classements musicaux | Position dans les classements musicaux | Position dans les classements musicaux |
| USA                                    | ALL                                    | AUS                                    | AUT                                    | (V)                                    | (W)                                    | CAN                                    | ESP                                    | FIN                                    | ITA                                    | NOR                                    | N-Z                                    | P-B                                    | POR                                    | SWE                                    | SUI                                    | UK                                     |
| -------------------------------------- | -------------------------------------- | -------------------------------------- | -------------------------------------- | -------------------------------------- | -------------------------------------- | -------------------------------------- | -------------------------------------- | -------------------------------------- | -------------------------------------- | -------------------------------------- | -------------------------------------- | -------------------------------------- | -------------------------------------- | -------------------------------------- | -------------------------------------- | -------------------------------------- |
| 6                                      | 25                                     | 13                                     | 62                                     | 55                                     | 23                                     | 25                                     | 17                                     | 24                                     | 40                                     | 15                                     | 5                                      | 17                                     | 11                                     | 11                                     | 24                                     | 36                                     |

| Détails de l'album                                                                                         | Contenu | Certifications                      |
| Détails de l'album                                                                                         | Compact Disc | Certifications                      |
| --- | --- | ----------------------------------- |
| - Sortie: 21 novembre 1995 - Label: Columbia - Formation: Alice in Chains 2 - AllMusic Lien 3 - Titres: 12 | Grind Brush Away Sludge Factory Heaven Beside You Head Creeps Again Shame In You God Am So Close Nothing Song Frogs Over Now | 2 × Platine · Or · Platine · Argent |

| Position dans les classements musicaux | Position dans les classements musicaux | Position dans les classements musicaux | Position dans les classements musicaux | Position dans les classements musicaux | Position dans les classements musicaux | Position dans les classements musicaux | Position dans les classements musicaux | Position dans les classements musicaux | Position dans les classements musicaux | Position dans les classements musicaux |
| USA                                    | ALL                                    | (W)                                    | CAN                                    | FIN                                    | FRA                                    | NOR                                    | N-Z                                    | P-B                                    | SWE                                    | UK                                     |
| -------------------------------------- | -------------------------------------- | -------------------------------------- | -------------------------------------- | -------------------------------------- | -------------------------------------- | -------------------------------------- | -------------------------------------- | -------------------------------------- | -------------------------------------- | -------------------------------------- |
| 1                                      | 93                                     | 5                                      | 5                                      | 13                                     | 40                                     | 11                                     | 28                                     | 75                                     | 11                                     | 37                                     |

| Détails de l'album                                                                                                | Contenu | Certifications |
| Détails de l'album                                                                                                | Compact Disc | Certifications |
| --- | --- | -------------- |
| - Sortie: 29 septembre 2009 - Label: Virgin Records - Formation: Alice in Chains 3 - AllMusic Lien 4 - Titres: 11 | All Secrets Know Check My Brain Last of My Kind Your Decision A Looking in View When the Sun Rose Again Acid Bubble Lesson Learned Take Her Out Private Hell Black Gives Way to Blue | Or · Or        |

| Position dans les classements musicaux | Position dans les classements musicaux | Position dans les classements musicaux | Position dans les classements musicaux | Position dans les classements musicaux | Position dans les classements musicaux | Position dans les classements musicaux | Position dans les classements musicaux | Position dans les classements musicaux | Position dans les classements musicaux | Position dans les classements musicaux | Position dans les classements musicaux | Position dans les classements musicaux | Position dans les classements musicaux | Position dans les classements musicaux | Position dans les classements musicaux | Position dans les classements musicaux |
| USA                                    | ALL                                    | AUS                                    | AUT                                    | (V)                                    | (W)                                    | CAN                                    | ESP                                    | FIN                                    | FRA                                    | ITA                                    | NOR                                    | N-Z                                    | P-B                                    | SWE                                    | SUI                                    | UK                                     |
| -------------------------------------- | -------------------------------------- | -------------------------------------- | -------------------------------------- | -------------------------------------- | -------------------------------------- | -------------------------------------- | -------------------------------------- | -------------------------------------- | -------------------------------------- | -------------------------------------- | -------------------------------------- | -------------------------------------- | -------------------------------------- | -------------------------------------- | -------------------------------------- | -------------------------------------- |
| 5                                      | 21                                     | 12                                     | 14                                     | 26                                     | 31                                     | 4                                      | 54                                     | 11                                     | 46                                     | 32                                     | 9                                      | 7                                      | 34                                     | 20                                     | 21                                     | 19                                     |

| Détails de l'album                                                                                           | Contenu |
| Détails de l'album                                                                                           | Compact Disc |
| --- | --- |
| - Sortie: 28 mai 2013 - Label: Capitol Records - Formation: Alice in Chains 3 - AllMusic Lien 5 - Titres: 12 | Hollow Pretty Done Stone Voices The Devil Put Dinosaurs Here Lab Monkey Low Ceiling Breath On a Window Scalpel Phantom Limb Hung on a Hook Choke |

| Position dans les classements musicaux | Position dans les classements musicaux | Position dans les classements musicaux | Position dans les classements musicaux | Position dans les classements musicaux | Position dans les classements musicaux | Position dans les classements musicaux | Position dans les classements musicaux | Position dans les classements musicaux | Position dans les classements musicaux | Position dans les classements musicaux | Position dans les classements musicaux | Position dans les classements musicaux | Position dans les classements musicaux | Position dans les classements musicaux | Position dans les classements musicaux | Position dans les classements musicaux | Position dans les classements musicaux |
| USA                                    | ALL                                    | AUS                                    | AUT                                    | (V)                                    | (W)                                    | CAN                                    | ESP                                    | FIN                                    | FRA                                    | ITA                                    | NOR                                    | N-Z                                    | P-B                                    | SWE                                    | SUI                                    | UK                                     |                                        |
| -------------------------------------- | -------------------------------------- | -------------------------------------- | -------------------------------------- | -------------------------------------- | -------------------------------------- | -------------------------------------- | -------------------------------------- | -------------------------------------- | -------------------------------------- | -------------------------------------- | -------------------------------------- | -------------------------------------- | -------------------------------------- | -------------------------------------- | -------------------------------------- | -------------------------------------- | -------------------------------------- |
| 2                                      | 23                                     | 10                                     | 13                                     | 52                                     | 33                                     | 2                                      | 56                                     | 6                                      | 67                                     | 56                                     | 6                                      | 12                                     | 52                                     | 35                                     | 11                                     | 22                                     |                                        |

| Détails de l'album                                                                                | Contenu |
| Détails de l'album                                                                                | Compact Disc                                                                                                 |
| ------------------------------------------------------------------------------------------------- | --- |
| - Sortie: 24 août 2018 - Label: BMG - Formation: Alice in Chains 3 - AllMusic Lien 6 - Titres: 10 | The One You Know Rainier Fog Red Giant Fly Drone Deaf Ears Blind Eyes Maybe So Far Under Never Fade All I Am |

| Position dans les classements musicaux | Position dans les classements musicaux | Position dans les classements musicaux | Position dans les classements musicaux | Position dans les classements musicaux | Position dans les classements musicaux | Position dans les classements musicaux | Position dans les classements musicaux | Position dans les classements musicaux | Position dans les classements musicaux | Position dans les classements musicaux | Position dans les classements musicaux | Position dans les classements musicaux | Position dans les classements musicaux | Position dans les classements musicaux | Position dans les classements musicaux | Position dans les classements musicaux | Position dans les classements musicaux |
| USA                                    | ALL                                    | AUS                                    | AUT                                    | (V)                                    | (W)                                    | CAN                                    | ESP                                    | FIN                                    | FRA                                    | ITA                                    | NOR                                    | N-Z                                    | P-B                                    | POR                                    | SWE                                    | SUI                                    | UK                                     |
| -------------------------------------- | -------------------------------------- | -------------------------------------- | -------------------------------------- | -------------------------------------- | -------------------------------------- | -------------------------------------- | -------------------------------------- | -------------------------------------- | -------------------------------------- | -------------------------------------- | -------------------------------------- | -------------------------------------- | -------------------------------------- | -------------------------------------- | -------------------------------------- | -------------------------------------- | -------------------------------------- |
| 12                                     | 8                                      | 15                                     | 6                                      | 32                                     | 13                                     | 11                                     | 31                                     | 7                                      | 63                                     | 27                                     | 20                                     | 23                                     | 30                                     | 12                                     | 19                                     | 3                                      | 9                                      |

### Albums en public
| Détails de l'album                                                                                                | Contenu | Certifications                 |
| Détails de l'album                                                                                                | Compact Disc | Certifications                 |
| --- | --- | ------------------------------ |
| - Sortie: 30 juillet 1996 - Label: Columbia Records - Formation: Alice in Chains 2 - AllMusic Lien 7 - Titres: 13 | Nutshell Brother No Excuses Sludge Factory Down in a Hole Angry Chair Rooster Got Me Wrong Heaven Beside You Would? Frogs Over Now Killer Is Me | 2 × Platine · Or · Or · Argent |

| Position dans les classements musicaux | Position dans les classements musicaux | Position dans les classements musicaux | Position dans les classements musicaux | Position dans les classements musicaux | Position dans les classements musicaux | Position dans les classements musicaux | Position dans les classements musicaux | Position dans les classements musicaux | Position dans les classements musicaux | Position dans les classements musicaux | Position dans les classements musicaux | Position dans les classements musicaux | Position dans les classements musicaux |
| USA                                    | ALL                                    | AUS                                    | AUT                                    | (W)                                    | CAN                                    | FIN                                    | FRA                                    | NOR                                    | N-Z                                    | P-B                                    | SWE                                    | SUI                                    | UK                                     |
| -------------------------------------- | -------------------------------------- | -------------------------------------- | -------------------------------------- | -------------------------------------- | -------------------------------------- | -------------------------------------- | -------------------------------------- | -------------------------------------- | -------------------------------------- | -------------------------------------- | -------------------------------------- | -------------------------------------- | -------------------------------------- |
| 3                                      | 46                                     | 12                                     | 23                                     | 15                                     | 11                                     | 13                                     | 26                                     | 9                                      | 8                                      | 33                                     | 7                                      | 41                                     | 20                                     |

| Détails de l'album                                                                                        | Contenu |
| Détails de l'album                                                                                        | Compact Disc |
| --- | --- |
| - Sortie: 5 décembre 2000 - Label: Columbia - Formation: Alice in Chains 2 - AllMusic Lien 8 - Titres: 14 | Bleed the Freak Queen of the Rodeo Angry Chair Man in the Box Love, Hate, Love Rooster Would? Junkhead Dirt Them Bones God Am Again A Little Better Dam That River |

| Position dans les classements musicaux |
| USA                                    |
| -------------------------------------- |
| 142                                    |

### Compilations
| Détails de l'album                                                                   | Contenu | Certifications   |
| Détails de l'album                                                                   | Compact Disc | Certifications   |
| ------------------------------------------------------------------------------------ | --- | ---------------- |
| - Sortie: 29 septembre 1999 - Label: Columbia Records - AllMusic Lien 9 - Titres: 15 | Get Born Again (inédit) We Die Young (démo) Man in the Box Them Bones Iron Gland Angry Chair Down in a Hole Rooster (live) Got Me Wrong (live) No Excuses I Stay Away What the Hell Have I Grind Again Would? | Platine · Argent |

| Position dans les classements musicaux | Position dans les classements musicaux | Position dans les classements musicaux |
| USA                                    | CAN                                    | N-Z                                    |
| -------------------------------------- | -------------------------------------- | -------------------------------------- |
| 20                                     | 37                                     | 41                                     |

| Détails de l'album                                                          | Contenu | Contenu | Contenu |
| Détails de l'album                                                          | Compact Disc 1 | Compact Disc 2 | Compact Disc 3 |
| --------------------------------------------------------------------------- | --- | --- | --- |
| - Sortie: 26 octobre 1999 - Label: Columbia - AllMusic Lien 10 - Titres: 48 | Get Born Again (inédit) I Can't Have You Blues (démo 1988) Whatcha Gonna Do (démo 1988) Social Parasite (démo 1988) Queen of the Rodeo (live 1990) Bleed the Freak (démo 1989) Killing Yourself (démo 1989) We Die Young Man in the Box Sea of Sorrow (démo 1989) I Can't Remember Love, Hate, Love It Ain't Like That Confusion Rooster (démo 1991) Right Turn Cot Me Wrong | Rain When I Die Fear the Voices (inédit) Them Bones Dam That River Sickman Rooster Junkhead (démo 1991) Dirt God Smack Iron Gland Angry Chair Lying Season (inédit) Would? Brother Am I Inside I Stay Away No Excuses | Down in a Hole Hate to Feel What the Hell Have I A Little Bitter (remix) Grind Again (Tattoo of Pain Mix) Head Creeps God Am Frogs Heaven Beside You Nutshell (MTV unplugged) The Killer Is Me (MTV unplugged) Over Now (MTV unplugged) Died (inédit) |

| Position dans les classements musicaux |
| USA                                    |
| -------------------------------------- |
| 123                                    |

| Détails de l'album                                                                  | Contenu                                                                                                   | Certifications |
| Détails de l'album                                                                  | Compact Disc                                                                                              | Certifications |
| ----------------------------------------------------------------------------------- | --- | -------------- |
| - Sortie: 24 juillet 2001 - Label: Columbia Records - AllMusic Lien 11 - Titres: 10 | Man in the Box Them Bones Rooster Angry Chair Would? No Excuses I Stay Away Grind Heaven Beside You Again | Platine        |

| Position dans les classements musicaux |
| USA                                    |
| -------------------------------------- |
| 112                                    |

| Détails de l'album                                                             | Contenu | Contenu | Certifications |
| Détails de l'album                                                             | Compact Disc 1 | Compact Disc 2 | Certifications |
| ------------------------------------------------------------------------------ | --- | --- | -------------- |
| - Sortie: 16 octobre 2006 - Label: Columbia Records - AllMusic 12 - Titres: 28 | We Die Young Man in the Box See of Sorrow Love, Hate, Love Am I Inside Brother Got Me Wrong Right Turn Rain When I Die Them Bones Angry Chair Dam That River Dirt Godsmack Hate to Feel Rooster | No Excuses I Stay Away What the Hell Have I A Little Bitter (remix) Grind Heaven Beside You Again Over Now (Unplugged) Nutshell (Unplugged) Get Born Again Died Would? | Or             |

| Position dans les classements musicaux |
| USA                                    |
| -------------------------------------- |
| 139                                    |

## Extended play et singles

### Ep's
| - Sortie: 1er juillet 1990 - Label: Columbia Records - AllMusic Lien - Titres: 3 | We Die Young It Ain't Like That Killing Yourself |
| Cet Ep n'entra pas dans les classements musicaux.                                |                                                  |

| Détails de l'album                                                     | Contenu                                                             | Certifications |
| Détails de l'album                                                     | Compact Disc                                                        | Certifications |
| ---------------------------------------------------------------------- | ------------------------------------------------------------------- | -------------- |
| - Sortie: 4 février 1992 - Label: Columbia - AllMusic Lien - Titres: 4 | Brother Got Me Wrong Right Turn Am I Inside Love Song (titre caché) | Or             |

| 134 |

| Détails de l'album                                                              | Contenu                                                                              | Certifications                               |
| Détails de l'album                                                              | Compact Disc                                                                         | Certifications                               |
| ------------------------------------------------------------------------------- | ------------------------------------------------------------------------------------ | -------------------------------------------- |
| - Sortie: 25 janvier 1994 - Label: Columbia Records - AllMusic Lien - Titres: 7 | Rotten Apple Nutshell I Stay Away No Excuses Whale & Wasp Don't Follow Swing on This | 4 × Platine · 2 × Platine · Platine · Argent |

| Position dans les classements musicaux | Position dans les classements musicaux | Position dans les classements musicaux | Position dans les classements musicaux | Position dans les classements musicaux | Position dans les classements musicaux | Position dans les classements musicaux | Position dans les classements musicaux | Position dans les classements musicaux | Position dans les classements musicaux | Position dans les classements musicaux |
| USA                                    | ALL                                    | AUS                                    | AUT                                    | CAN                                    | NOR                                    | N-Z                                    | P-B                                    | SWE                                    | SUI                                    | UK                                     |
| -------------------------------------- | -------------------------------------- | -------------------------------------- | -------------------------------------- | -------------------------------------- | -------------------------------------- | -------------------------------------- | -------------------------------------- | -------------------------------------- | -------------------------------------- | -------------------------------------- |
| 1                                      | 25                                     | 2                                      | 22                                     | 5                                      | 7                                      | 1                                      | 17                                     | 6                                      | 31                                     | 4                                      |

### Singles
| Année | Titre                                                                      | Position dans les chartes | Position dans les chartes | Position dans les chartes | Position dans les chartes | Position dans les chartes | Position dans les chartes | Certifications       | Album                                                |
| Année | Titre                                                                      | USA Hot 100               | USA Main.                 | USA Alt.                  | CAN                       | P-B                       | UK                        | Certifications       | Album                                                |
| ----- | -------------------------------------------------------------------------- | ------------------------- | ------------------------- | ------------------------- | ------------------------- | ------------------------- | ------------------------- | -------------------- | ---------------------------------------------------- |
| 1991  | "Man in the Box" (Edit Version) - Face B: "Man in the Box" (Album Version) | —                         | 18                        | —                         | —                         | —                         | —                         | 3 × Platine · Argent | Facelift                                             |
| 1991  | "Bleed the Freak" - Face B: "Put You Down"                                 | —                         | —                         | —                         | —                         | —                         | —                         | —                    | Facelift                                             |
| 1991  | "Sea of Sorrow" (Edit Version) - Face B: "Sea of Sorrow" (Album Version)   | —                         | 27                        | —                         | —                         | —                         | —                         | —                    | Facelift                                             |
| 1992  | "Would?" - Face B: "Man in the Box"                                        | —                         | 19                        | —                         | —                         | 33                        | 19                        | 2 × Platine · Argent | Dirt                                                 |
| 1992  | "Them Bones" - Face B: "Bleed the Freak" / "It Ain't Like That"            | —                         | 24                        | 30                        | —                         | —                         | 26                        | Platine              | Dirt                                                 |
| 1992  | "Angry Chair" - Face B: "Brother"                                          | —                         | 34                        | 27                        | —                         | —                         | 33                        | —                    | Dirt                                                 |
| 1993  | "Rooster" - Face B: "Sickman" / "It Ain't Like That"                       | —                         | 7                         | —                         | —                         | —                         | —                         | 2 × Platine          | Dirt                                                 |
| 1993  | "Down in a Hole" (Edit Version) - Face B: "Down in a Hole" (Album Version) | —                         | 10                        | —                         | —                         | —                         | 36                        | Platine              | Dirt                                                 |
| 1993  | "The Hell I Have" - Face B: "A Little Bitter"                              | —                         | 19                        | —                         | —                         | —                         | —                         | —                    | BO du film Last Action Hero                          |
| 1994  | "No Excuses" - Face B: "Brother"                                           | —                         | 1                         | 3                         | 17                        | —                         | —                         | Or                   | Jar of Flies                                         |
| 1994  | "I Stay Away" - Face B: "Don't Follow"                                     | —                         | 10                        | —                         | —                         | —                         | —                         | Or                   | Jar of Flies                                         |
| 1994  | "Don't Follow" - Face B: —                                                 | —                         | 25                        | —                         | —                         | —                         | —                         | —                    | Jar of Flies                                         |
| 1994  | "Nutshell" (promo) - Face B: "Don't Follow"                                | —                         | —                         | —                         | —                         | —                         | —                         | Platine              | Jar of Flies                                         |
| 1994  | "Got Me Wrong" - Face B: "No Excuses" / "Would?"                           | —                         | 7                         | 22                        | —                         | —                         | —                         | —                    | SAP Ep                                               |
| 1995  | "Grind" - Face B: "So Close"                                               | —                         | 7                         | 18                        | 53                        | —                         | 23                        | —                    | Alice in Chains                                      |
| 1995  | "Heaven Beside You" - Face B: "would" (live)                               | —                         | 3                         | 6                         | —                         | —                         | 35                        | —                    | Alice in Chains                                      |
| 1995  | "Again" - Face B: "Again" (Trip Hop Mix)                                   | —                         | 8                         | 36                        | —                         | —                         | —                         | —                    | Alice in Chains                                      |
| 1996  | "Over Now" (unplugged) - Face B: "over Now" (Album version)                | —                         | 4                         | 24                        | 50                        | —                         | —                         | —                    | Unplugged                                            |
| 1999  | "Get Born Again" (Edit) - Face B: "Get Born Again" (Album version)         | —                         | 4                         | 12                        | —                         | —                         | —                         | —                    | Nothing Safe : Best of the Box                       |
| 1999  | "Fear the Voices"                                                          | —                         | 11                        | —                         | —                         | —                         | —                         | —                    | Music Bank                                           |
| 2000  | "Man in the Box" (live)                                                    | —                         | 39                        | —                         | —                         | —                         | —                         | —                    | Live                                                 |
| 2009  | "A Looking in View"                                                        | —                         | 12                        | 38                        | —                         | —                         | —                         | —                    | Black Gives Way to Blue                              |
| 2009  | "Check My Brain"                                                           | 92                        | 1                         | 1                         | 62                        | —                         | —                         | —                    | Black Gives Way to Blue                              |
| 2009  | "Your Decision" (Radio Edit) - Face B: "Your Decision" (Album Version)     | —                         | 1                         | 4                         | 57                        | —                         | —                         | —                    | Black Gives Way to Blue                              |
| 2010  | "Lesson Learned" (promo)                                                   | —                         | 4                         | 25                        | —                         | —                         | —                         | —                    | Black Gives Way to Blue                              |
| 2012  | "Hollow"                                                                   | —                         | 1                         | 23                        | —                         | —                         | —                         | —                    | The Devil Put Dinosaurs Here                         |
| 2013  | "Stone"                                                                    | —                         | 1                         | —                         | —                         | —                         | —                         | —                    | The Devil Put Dinosaurs Here                         |
| 2013  | "Voices"                                                                   | —                         | 3                         | —                         | —                         | —                         | —                         | —                    | The Devil Put Dinosaurs Here                         |
| 2016  | "Tears"                                                                    | —                         | —                         | —                         | —                         | —                         | —                         | —                    | Disque bonus de la réédition de l'album 2112 de Rush |
| 2018  | "The One You Know"                                                         | —                         | 9                         | —                         | —                         | —                         | —                         | —                    | Rainier Fog                                          |
| 2018  | "So Far Under"                                                             | —                         | —                         | —                         | —                         | —                         | —                         | —                    | Rainier Fog                                          |
| 2018  | "Never Fade"                                                               | —                         | 10                        | 32                        | —                         | —                         | —                         | —                    | Rainier Fog                                          |
| 2019  | "Rainier Fog"                                                              | —                         | 20                        | —                         | —                         | —                         | —                         | —                    | Rainier Fog                                          |